# Natalia Málaga
Pour les articles homonymes, voir Malaga (homonymie).
Natalia María Málaga Dibos, née le 26 janvier 1964 à Lima, est une joueuse de volley-ball péruvienne.
Elle évolue en équipe du Pérou de volley-ball féminin dans les années 1980, 1990 et 2000. 

## Palmarès
- Jeux olympiques
  -  Médaille d'argent en volley-ball en 1988 à Séoul

- Jeux panaméricains
  -  Médaille d'argent en 1987 à Indianapolis
  -  Médaille de bronze en 1991 à La Havane
  -  Médaille de bronze en 1983 à Caracas